# Resolució 1254 del Consell de Seguretat de les Nacions Unides
La Resolució 1254 del Consell de Seguretat de les Nacions Unides fou adoptada per unanimitat el 30 de juliol de 1999. Després de recordar anteriors resolucions sobre Israel i el Líban incloses les resolucions 501 (1982), 508 (1982), 509 (1982) i 520 (1982), així com estudiar l'informe del Secretari General sobre la Força Provisional de les Nacions Unides al Líban (UNIFIL) aprovada en la Resolució 426 (1978), el Consell va decidir prorrogar el mandat de la UNIFIL per un període de sis mesos fins al 31 de gener de 2000.
El Consell llavors va reemfatitzar el mandat de la Força i va demanar al secretari general que mantingués negociacions amb el govern del Líban i altres parts implicades en l'aplicació de les resolucions 425 (1978) i 426 (1978) i que informés al respecte.
Fou condemnada tota violència contra la UNIFIL i es va instar a les parts a aturar els atacs contra la Força. El secretari general Kofi Annan va informar que hi havia un augment dels combats entre les Forces de Defensa d'Israel, l'Exèrcit del Sud del Líban i l'organització terrorista Hesbol·là al sud del Líban, amb atacs aeris israelians contra objectius civils compromesos per Hesbol·là utilitzant-los com a equipaments militars al Líban, per continuar el llançament de coets cap al nord d'Israel. Es van registrar un total de 359 incidents, i ambdues parts eren hostils a la UNIFIL durant el lliurament del seu mandat. Es van estimular més estalvis d'eficiència sempre que no afectessin la capacitat operativa de l'operació.